# Kiparska konferencija o korporativnoj održivosti i odgovornosti
Konferencija o korporativnoj održivosti i odgovornosti je najsveobuhvatniji godišnji skup kompanija i rukovodilaca na Kipru koji sprovode akcije korporativne društvene odgovornosti i izgrađuju strategiju za dugoročnu korporativnu održivost, primenjujući ESG principe investiranja (životna sredina, društvo, upravljanje). Odnos prema životnoj sredini i socijalna pitanja postaju sve važnija. Održivi razvoj je globalni prioritet koji je naterao mnoge vlade, civilna društva, i preduzeća da usvoje nove prakse. Nova realnost je istakla potrebu da organizacije prihvate otpornije modele poslovanja, a Kipar je jedna od zemalja koje su deo ove promene. 
Na Kipru sve više preduzeća prepoznaje potrebu za ulaganjem u ESG indikatore jer im oni mogu pomoći da postignu dugoročnu održivost i povećaju vrednost njihovog biznisa. U isto vreme, strane organizacije koje posluju na Kipru usvajaju ESG politike i direktno doprinose globalnim naporima. Kako potrošači i investitori pokazuju sve veću osetljivost na pitanja koja se tiču životne sredine i njene zaštite, društva i dobrog upravljanja, preduzeća poslednjih godina imaju obavezu da se brzo i efikasno prilagode novim zahtevima, kako ne bi ugrozili njihovu održivost. 

## Cilj
Glavni cilj kiparske konferencije, koja će se po 16. put održati 2024. godine u hotelu Hilton u Nikoziji, je da istakne najbolje prakse korporativne održivosti i korporativne društvene odgovornosti kiparskih i međunarodnih preduzeća, dok se analiziraju razlozi zbog kojih će preduzeća postati privlačnija, i imati više šansi za dugoročnu održivost. Uostalom, potreba za integrisanjem merljivih ciljeva i najboljih praksi, u kontekstu ESG-a, u samu strategiju razvoja preduzeća direkno utiče na model poslovanja tog preduzeća, organizacionu strukturu, finansijsku politiku i njihove operativne potrebe.

## Program
Najnovija globalna dešavanja u korporativnoj održivosti i odgovornosti biće stavljena pod mikroskop, sa fokusom na CSRD (Direktiva o izveštavanju o korporativnoj održivosti) direktivu, ESG kriterijume i ESRS (Evropski standardi za izveštavanje o održivosti) standarde, dok će biti predstavljene međunarodne i domaće studije slučaja kompanija iz različitih sektora privrede koje su implementirale inovativne politike. Konferenciju organizuje nezavisna, nevladina organizacija CSR Cyprus, u saradnji sa IMH kompanijom koja se bavi profesionalnom organizacijom konferencija, seminara, radionica, trgovinskih izložbi, kao i dodeli poslovnih nagrada u svim tržišnim sektorima na Kipru i inostranstvu, svake godine.  15. Kiparsku konferenciju podržao je Meridianbet Kipar.

## Učesnici
Konferenciji o korporativnoj održivosti i odgovornosti prisustvuju: 
- Menadžeri ESG sektora
- Menadžeri za marketing, komunikacije i odnose sa javnošću
- Rukovodioci iz kiparskih preduzeća svih grana i veličina
- Reklamne agencije
- Pružaoci usluga i profesionalci za komunikacije i odnose s javnošću
- Kancelarije i stučnjaci za savetovanje
- Nevladine organizacije
- Organizacije poslodavaca
- Privredne komore

I bilo koja druga profesionalna tela koja su zainteresovana za implementaciju održivog razvoja. 